# Прва посланица Јованова
Ова Посланица показује вишеструку сродност са Јовановим Јеванђељем језички, стилски, идејно што показује да је им исти аутор. Као и Јованово Јеванђеље одаје контеплативност писца код кога не смемо тражити толико логички редослед мисли, колико занесеност о томе о чему пише. Мисао писца сва је у тезама и антитезама, час горе час доле, сад напред, сад назад-што највише личи на морске таласе.